# Golfe de Khatanga
Pour les articles homonymes, voir Khatanga (homonymie).
Le golfe de Khatanga (en russe : Хатангский залив, Khatangski zaliv) est un golfe de la mer des Laptev sur la côte nord de la Sibérie, au sud-est de la péninsule de Taïmyr. Sa longueur est de 283 km pour une largeur à son embouchure de 107 km. L'île Bolchoï Beguitchev se trouve à sa sortie, où elle forme deux détroits : le détroit du Nord (large de 13 km) et le détroit de l'Est (8,7 km de large). La profondeur maximale du golfe est de 29 m. Il constitue l'estuaire de la Khatanga qui s'y écoule. Les côtes du golfe sont hautes, escarpées et dentelées. Les marées sont bi-quotidiennes et atteignent 1,4 m de hauteur. Le golfe de Khatanga est pris par les glaces la plus grande partie de l'année.